# Nos terres inconnues
Nos terres inconnues est une émission de télévision française présentée par Raphaël de Casabianca. Elle est diffusée depuis le 10 avril 2018, tout d'abord sur France 2 jusqu'au 25 octobre 2022 puis sur France 3 à partir du 17 novembre 2023. L'animateur emmène en voyage une célébrité à la découverte d'une région française à caractère rural.
Ce programme, dérivé de l'émission Rendez-vous en terre inconnue, a été présenté initialement par Frédéric Lopez qui est également à l'origine du concept.

## Principe de l'émission
Cette émission a pour but de faire découvrir aux téléspectateurs, à travers le voyage du présentateur et d'une célébrité, un endroit de France pas souvent mis en valeur. Ils partent découvrir les paysages et le patrimoine de la région et vont également à la rencontre des habitants.

## Émissions diffusées
| No | Animateur             | Célébrité                      | Région                                                      | Diffusion en France | Diffusion en France | Diffusion en France | Diffusion en France |
| No | Animateur             | Célébrité                      | Région                                                      | Date                | Chaîne              | Téléspectateurs     | PA                  |
| -- | --------------------- | ------------------------------ | ----------------------------------------------------------- | ------------------- | ------------------- | ------------------- | ------------------- |
| 1  | Frédéric Lopez        | Malik Bentalha                 | Cévennes                                                    | 10 avril 2018       | France 2            | 4 350 000           | 18,2 %              |
| 2  | Raphaël de Casabianca | Cécile Bois et Raphaël Lenglet | Massif du Queyras                                           | 17 septembre 2019   | France 2            | 2 580 000           | 12,8 %              |
| 3  | Raphaël de Casabianca | Nicole Ferroni                 | Ouessant                                                    | 7 avril 2020        | France 2            | 3 320 000           | 12,4 %              |
| 4  | Raphaël de Casabianca | Ahmed Sylla                    | Massif des Pyrénées (Soule, Basse-Navarre et Vallée d'Aspe) | 6 avril 2021        | France 2            | 3 240 000           | 13,6 %              |
| 5  | Raphaël de Casabianca | Amir                           | Jura                                                        | 2 novembre 2021     | France 2            | 3 220 000           | 15,3 %              |
| 6  | Raphaël de Casabianca | Barbara Pravi                  | Corse                                                       | 22 février 2022     | France 2            | 2 200 000           | 10,3 %              |
| 7  | Raphaël de Casabianca | Claudio Capéo                  | Massif du Vercors                                           | 25 octobre 2022     | France 2            | 1 790 000           | 8,1 %               |
| 8  | Raphaël de Casabianca | Sabrina Ouazani                | Guyane                                                      | 17 novembre 2023    | France 3            | 1 290 000           | 6,8 %               |
| 9  | Raphaël de Casabianca | Inès Reg                       | Marais breton-vendéen                                       | 9 octobre 2024      | France 3            | 1 470 000           | 8,2 %               |